# Homologenus rostratus
Homologenus rostratus är en kräftdjursart som först beskrevs av Alphonse Milne-Edwards 1880.  Homologenus rostratus ingår i släktet Homologenus och familjen Homolidae. Inga underarter finns listade i Catalogue of Life.